# AlterNantes FM
 (avril 2022).
Alternantes FM est une station de radio associative créée en 1987 et qui émet sur deux fréquences à Nantes et à Campbon. C'est une radio associative (loi de 1901) à but non lucratif et sans publicité.
Elle reprend notamment les actualités diffusées par Radio France internationale[réf. souhaitée].
Elle est hébergée au Centre culturel breton, où elle organise une exposition pour l'anniversaire ses 35 ans et des cent ans de la radio[pertinence contestée].